# Limache
Limache – miasto i gmina w Chile, leżące w obszarze metropolitarnym Valparaíso, 43 km od Valparaíso i 103 km od stolicy kraju Santiago. Pierwotnie miasto zostało zamieszkiwane przez Indian zanim przybyli do niego europejscy osadnicy. Pierwsze osady założyli tu Hiszpanie.

## Położenie
Limache znajduje się w regionie Valparaíso w prowincji Marga Marga. Graniczy z gminami Quillota na północy, Quilpué i Villa Alemana na południu, Olmué na wschodzie y Concón na zachodzie.
Do roku 2010 znajdowało się w prowincji Quillota.

## Transport
W roku 1856 do Limache dotarła budowana kolej Santiago – Valparaíso. W mieście linia kolejowa skręca o 150° na północ. Ponieważ stacja kolejowa na linii znajdowała się stosunkowo daleko od centrum miasta (obecnie Limache Viejo), we wsi San Francisco de Limache, w 1884 uruchomiono tramwaj konny, łączący stację z centrum. Tramwaj funkcjonował do lat 30. XX wieku.
W latach 1999 – 2005 wybudowano szybką kolej miejską, funkcjonującą początkowo pod nazwą Metro Valparaíso. Łączy ona większość miejscowości Gran Valparaíso z Limache, gdzie znajduje się jej stacja końcowa.
W 2016 zależna od EFE spółka Metro Valparaíso opublikowała plan strategiczny na lata 2016–2030. Zawierał on propozycję rozszerzenia zasięgu kolei miejskiej, wśród których znajdowały się m.in. odcinki Limache – Olmué (11 km) i Limache – La Calera/Quillota (24 km).